# Мацкевич, Евгения
Евге́ния Мацке́вич (пол. Eugenia Mackiewicz, монашеское имя — Мария Канизия; 27 ноября 1903, Сувалки — 1 августа 1943, Новогрудский район, Барановичская область) — блаженная Римско-католической церкви, монахиня женской монашеской конгрегации «Сёстры Святого Семейства из Назарета» (назаретанки), мученица. Одна из одиннадцати Новогрудских мучениц.

## Биография
В 1933 году вступила в женскую монашескую конгрегацию «Сёстры Святого Семейства из Назарета» (назаретанки). Новициат проходила в Альбано, Италия, после окончания которого приняла монашеское имя Мария Канизия. Будучи монахиней, занималась педагогической деятельностью в Калише, Польша. В 1938 году её направили в монастырь назаретанок в Новогрудке, где она работала учительницей в школе.
В августе 1943 года в Новогрудке происходили массовые репрессии против мирного населения. Евгения Мацкевич вместе с другими монахинями предложила немецким оккупационным властям заменить собой арестованных мирных жителей. В ночь с 31 июля на 1 августа была арестована вместе с другими монахинями монастыря и расстреляна рано утром 1 августа в лесу недалеко от Новогрудка.

## Прославление
5 марта 2000 года причислена к лику блаженных римским папой Иоанном Павлом II.